# Histoire Physique, Politique et Naturelle de l'Ile de Cuba ... Botanique. -- Plantes Vasculaires
Histoire Physique, Politique et Naturelle de l'Ile de Cuba ... Botanique. -- Plantes Vasculaires (abreviado Hist. Phys. Cuba, Pl. Vasc.) es un libro con ilustraciones y descripciones botánicas que fue escrito por el médico, micólogo, botánico, pteridólogo, y briólogo francés Achille Richard y publicado en  los años 1841-1851.

## Publicación
- pp. 1-336, tt. 1-35, 1841;
- pp. 337-624, tt. 36-44(2), 1846;
- pp. 625-663, i-viii, tt. 44(3)-89, 1851